# Carlos Sorín
Carlos Sorín (Buenos Aires, 1944) è un regista e sceneggiatore argentino.

## Filmografia
- La era del ñandú (1986) (film per la televisione)
- C'era una volta un re - La película del rey (La película del rey) (1986)
- Fergus O'Connell - Dentista in Patagonia (Eversmile, New Jersey) (1989)
- Piccole storie (Historias mínimas) (2002)
- Bombón - El perro (2004)
- 18-j (2004)
- El camino de San Diego (2006)
- La ventana (2008)
- El gato desaparece (2011)
- Días de pesca (2012)
- Joel (2018)
- Il quaderno di Tomy (El Cuaderno de Tomy) (2020)

## Televisione
- Manos libres - El caso del bebè de los Perales (2005) (Miniserie televisiva)
- Ensayo (2003)